# Chorenta
Chorenta is een kevergeslacht uit de familie van de boktorren (Cerambycidae). De wetenschappelijke naam van het geslacht werd voor het eerst geldig gepubliceerd in 1848 door Gistel.

## Soorten
Chorenta omvat de volgende soorten:
- Chorenta biramiguelus (Santos-Silva, 2004)
- Chorenta espiritosantensis (Campos-Seabra, 1941)
- Chorenta leonardi Audureau & Demez, 2013
- Chorenta reticulata (Dalman, 1817)
- Chorenta toulgoeti Dalens, Touroult & Tavakilian, 2010